# UGC 12588
UGC 12588 ist eine Spiralgalaxie im Sternbild Andromeda. 

Die Hubble-Weitwinkelkamera hat die eng gewundenen Spiralarme, die sich um das Herz der Galaxie winden, im infraroten und sichtbaren Bereich aufgenommen. Dabei sind sowohl die hellen Sternenbänder als auch die dunklen Staubwolken zu sehen. Im Gegensatz zu vielen anderen Spiralgalaxien weist UGC 12588 weder einen Sternenbalken in ihrem Zentrum noch das klassische Muster eines Spiralarms auf. Stattdessen erinnert diese Galaxie mit ihrem kreisrunden, weißen und größtenteils unstrukturierten Zentrum den Betrachter eher an eine Zimtschnecke als an eine Megastruktur aus Sternen und Gas im Weltraum.